# Нільсон Ангуло
Нільсон Давід Ангуло Рамірес (ісп. Nilson David Angulo Ramírez, нар. 19 червня 2003, Кіто, Еквадор) — еквадорський футболіст, півзахисник бельгійського клубу «Андерлехт» та національної збірної Еквадору.

## Ігрова кар'єра

### Клубна
Нільсон Ангуло народився у столиці Еквадору - місті Кіто. Є вихованцем столичного клубу «ЛДУ Кіто», де починав грати з молодіжниого складу. Влітку 2021 року футболіст дебютував в основі команди у матчах чемпіонату Еквадору.
Провівши в команді один сезон, влітку 2022 року Ангуло підписав п'ятирічний контракт з бельгійським клубом «Андерлехт». 30 липня 2022 року Ангуло дебютував у новій команді. У складі якого також брав участь у матчах Ліги конференцій.

### Збірна
У жовтні 2021 року у товариському матчі проти команди Мексики Нільсон Ангуло зіграв першу гру у складі національної збірної Еквадору.

## Титули
ЛДУ Кіто
 Переможець Суперкубка Еквадору: 2021